# Saint Antoine-Marie Claret
Pour plus de détails, voir Fiche technique et Distribution.
Saint Antoine-Marie Claret (Claret) est un film biographique espagnol sorti en 2020, réalisé par Pablo Moreno et Claudia Zie.

## Synopsis
En 1930, Azorín, écrivain espagnol, découvre que les écrits du fondateur des Claretains, Antoine-Marie Claret, ont été altérés. À partir de son travail, le film nous plonge dans l'Espagne et Cuba du XIXe siècle, autour de ce personnage qui a été archevêque de Santiago de Cuba, et confesseur de la reine Isabelle II.

## Fiche technique
- Titre français : Saint Antoine-Marie Claret
- Titre espagnol original : Claret
- Réalisateur : Pablo Moreno et Claudia Zie
- Scénario : Pablo Moreno
- Genre : film historique, film biographique
- Musique : Oscar M. Leanizbarrutia
- Production : María Esparcia et Pablo Moreno pour Contracorriente Producciones S.L.U.
- Photographie : Rubén D. Ortega
- Montage : María Esparcia[1]
- Durée : 120 minutes
- Pays de production :  Espagne
- Année de sortie : 2020

## Distribution
Sauf indication contraire, les informations mentionnées dans cette section peuvent être confirmées par la base de données cinématographiques IMDb,  présente dans la section « Liens externes ».
- Antonio Reyes : Père Antonio Claret
- Carlos Cañas : Azorín
- Alba Recondo : Reine Isabelle II[1]
- Marta Romero : Julia, épouse d'Azorín
- Assumpta Serna : Mme Sandoval / Sœur Helena Studier
- Scott Cleverdon (en) : Leopoldo O'Donnell
- Pablo Viña : Pío Baroja
- Alberto Hernández : Père Juan Postius
- Laura Contreras : Carme / Mère Soledad Torres Acosta
- Antonio Velasco : Jan
- José María Rueda : homme d'affaires
- Juan Lombardero : père de Claret
- Olga Mansilla : mère de Claret
- Juan Carlos Sánchez : Père Pablo Amigó
- Popy Vegas : femme à Viladrau
- Juan Rueda : prêtre carliste
- Javier Bermejo : soldat blessé
- Antonio Ramos : ouvrier
- Silvia García : María Antonia París
- Álex Tormo : Père José Xifré
- Antonio Gómez Cantero : Père Esteban Sala
- Roberto Chapu : Paladio Currius
- Roberto G. Encinas : Manuel Seijas Lozano
- Inés Acebes : fille mère
- Pepe Carrasco : contremaître
- Carlos Pinedo : Juez Bequer
- Joseph Ewonde : Lucas
- Miguel Morenza: sacristain
- Ed Marqués : Marcos
- Jerónimo Salas : habitant de Cadix
- Auri Nsue : Luisa
- Antonio Castro : Salustiano
- Raúl Escudero : Laureano Figuerola / Père Pedro Poveda
- Carlos Moreno : Fulgencio
- Sergio Cardoso : Antonio Abad
- Xiqui Rodríguez : Père Dionisio González
- Pablo Paz : Père Esteban de Andoáin
- Francesc Tamarite : prêtre de Camagüey
- Juan Alberto López : Général de La Concha
- César Diéguez : Narváez
- Emilio Linder : Alejo
- Alejandro Arroyo : Nuncio Barilli
- Daniel Gómez : roi François d'Assise
- Pablo Pinedo : archevêque de Tolède
- Pablo Moreno : homme politique de La Haye
- Rodrigo Daza : Père Jaime Clotet
- Julia Peinetas : chanteuse révolutionnaire
- Jairo García : violoniste au café
- Ana Esparcia : chanteuse Cadé
- Pablo García Fernández: serviteur de la Reine Isabelle II

## Récompenses
- Primé pour la Meilleure bande son d'un film dramatique en faveur d'Oscar M. Leanizbarrutia aux Movie Music UK Awards en 2022[2]